# برگووی
برگووی (به صربی: Bregovi) یک منطقهٔ مسکونی در صربستان است که در توتین، صربستان واقع شده‌است. برگووی ۵۷ نفر جمعیت دارد.